# Hollandse smoushond
De Hollandse smoushond is een hondenras van het type rattenvanger.

## Geschiedenis
Begin 20e eeuw was de smoushond met name in Amsterdam populair vanwege het vrijhouden van de stallen van ongedierte. De herkomst is niet helemaal bekend, maar ze kwamen waarschijnlijk via de Rotterdamse haven vanuit Duitsland. Vlak na de Tweede Wereldoorlog werd het laatste nest in het stamboek bijgeschreven, waarna het tot 1973 duurde voor de Hollandse smoushond weer in de belangstelling kwam. Enige liefhebbers startten een terugfokprogramma en op 1 april 1978 werd de Hollandse Smoushonden Club opgericht.
Vanwege het terugfokprogramma worden alle honden intensief gevolgd, wat ook inhoudt dat honden alleen in Nederland geplaatst worden.
Van eigenaren wordt verwacht, dat men met een voor de fok goedgekeurde hond minimaal 1 nestje fokt, dus smousjes worden in de huiselijke kring grootgebracht om zich zo tot goede sociale honden te ontwikkelen.
Het is een stevig gebouwde 'vierkante' hond met een vrolijk, vrij karakter, die wel van flink wat beweging houdt.

## Uiterlijk
Het hoofd van de Hollandse smoushond is zeer opvallend. Van boven gezien is hij breed en kort. De oren zijn hoog ingeplant en vallen zijdelings langs de wangen naar beneden en deze zijn klein, dun en driehoekig. Het gezicht heeft flink wat garnituur. De ronde ogen zijn donker met een donkere rand. Op het lichaam van de Hollandse smoushond is de vacht ruw en hard en ongeveer 4 tot 7 cm lang. De kleur van de vacht is geel in alle variëteiten. De Hollandse smoushond bereikt een schofthoogte van 35 tot 42 cm en heeft een gewicht van 9 tot 10 kg.

## Trivia
- De naam Hollandse smoushond wordt vaak afgekort tot smous.